# Кили-Пик
Кили-Пик (англ. Keele Peak) — самая высокая вершина в горах Маккензи (англ. Mackenzie Mountains) на территории Юкон (Канада), расположена в 25 км от дороги Канол, невдалеке от границы с Северо-западными территориями. Высота 2972 м.
Вершина названа в часть Джозефа Кили, исследователя и геолога ирландского происхождения.